# جيم أكسلرود
جيم أكسلرود (بالإنجليزية: Jim Axelrod)‏ هو صحفي أمريكي، ولد في 25 يناير 1963 في نيو برونزويك في الولايات المتحدة.

## وصلات خارجية
- جيم أكسلرود على موقع IMDb (الإنجليزية)
- جيم أكسلرود على موقع ميوزك برينز (الإنجليزية)